# Cigintung (Wanareja)
Cigintung is een bestuurslaag in het regentschap Cilacap van de provincie Midden-Java, Indonesië. Cigintung telt 1760 inwoners (volkstelling 2010).